# 新普陀报
新普陀报是中華人民共和國上海市普陀區的一份報紙，由中共普陀區委宣傳部下設的新普陀報社負責出版，中共普陀區委宣傳部副部長兼任新普陀报主編。新普陀报於1994年10月15日創刊。報名由吳邦國題寫。辦報之初為半月刊，1995年1月改為旬報。1998年1月又改為週報。

## 外部連結
- 官方网站